# The Wonderful 101
The Wonderful 101 è un videogioco di azione-avventura sviluppato da Platinum Games e pubblicato da Nintendo in esclusiva per Wii U. Il gioco è stato diretto da Hideki Kamiya e prodotto da Atsushi Inaba, che già lavorarono insieme per i titoli Viewtiful Joe e Ōkami. Nonostante fosse inizialmente prevista la sua uscita durante il periodo di lancio di Wii U (durato fino alla fine di marzo 2013) in Nord America e in Giappone, fu invece pubblicato a fine agosto 2013 in Europa, Giappone e Australia, mentre soltanto il 15 settembre 2013 fu distribuito in Nord America.
Il 3 febbraio 2020, Platinum Games, ha annunciato e aperto la campagna Kickstarter per lo sviluppo della versione remastered del gioco. $50.000 per la versione Nintendo Switch, $250.000 per la versione PC Steam e $500.000 per la versione Playstation 4. In sole 6 ore, sono stati raggiunti circa $725.000.
La versione remastered arriva il 22 maggio 2020 in Europa.

## Modalità di gioco
In The Wonderful 101 il giocatore può controllare un'orda di supereroi da un punto di vista isometrico ed utilizzarli sotto forma di armi mediante le "Morfo Unioni". Man mano che si avanza nei livelli il giocatore può reclutare dei cittadini per unirli alla propria armata di supereroi: maggiori saranno gli eroi radunati e più forte sarà il potere della Morfo Unione che potrà essere usata per combattere i nemici, risolvere rompicapi ed attraversare le ambientazioni dei livelli al costo però di consumare le batterie del giocatore, il cui indicatore stabilisce la portata delle Morfo Unioni. Per ricaricare le batterie è sufficiente compiere dei normali attacchi oppure raccoglierle dai nemici sconfitti. Per trasformare le orde di eroi in una Morfo Unione bisogna disegnarne la rispettiva forma sullo schermo del Wii U GamePad oppure disegnarla con lo stick analogico (ad esempio una "L" per la pistola o una linea sinuosa per la frusta). Il Wii U GamePad può anche essere usato per osservare gli ambienti dal punto di vista della terza persona così come esplorare meglio luoghi angusti o gli interni degli edifici.
Ogni livello presenta diversi obiettivi intermedi alla fine dei quali il giocatore riceve una valutazione in base a diversi fattori come il tempo impiegato per completare la missione, la quantità di danni subiti, il numero di cittadini reclutati o il numero di oggetti raccolti. In aggiunta alla modalità single player vi è anche la modalità cooperativa che supporta fino a un massimo di cinque giocatori: in tal caso, solo un giocatore utilizza il Wii U GamePad mentre gli altri quattro utilizzano il Wii U Pro Controller.

## Trama
In The Wonderful 101 la Terra è sotto l'attacco di terroristi alieni chiamati "Geathjerk" e la sola cosa che può proteggere il pianeta è un gruppo di supereroi. Sfortunatamente gli alieni sono troppo forti da combattere individualmente e così gli eroi devono lavorare insieme: le abilità uniche dei singoli eroi possono essere unite per trasformarsi in armi potentissime da scagliare contro gli alieni invasori o per essere usate nei diversi ambienti dei livelli. I supereroi, provenienti da diverse nazioni, possiedono una propria abilità speciale e i loro nomi sono contraddistinti da un colore.

## Sviluppo
Lo sviluppo di quello che sarebbe diventato The Wonderful 101 inizia durante l'esistenza di Wii. L'idea originale venne al presidente di Platinum Games, Tatsuya Minami, che voleva portare un gruppo di celebri personaggi dei videogiochi insieme in un unico titolo. Poiché numerosi giocatori avrebbero preferito certi personaggi piuttosto che altri, l'intenzione di costringere il giocatore ad utilizzare un determinato personaggio in un determinato punto del gioco fu immediatamente scartata: fu invece scelta un'altra possibilità, quella di radunare in una volta sola tutti i personaggi in modo da consentire al giocatore in ogni momento di scegliere il personaggio preferito. Platinum Games inizialmente pensò di utilizzare i personaggi Nintendo più famosi, i quali avrebbero lavorato insieme per superare diversi ostacoli, ma quando l'idea fu presentata ai dirigenti di Nintendo essi chiesero in che modo tale dinamica avrebbe potuto occupare l'intero svolgimento del gioco. Dato che anche il direttore del gioco Hideki Kamiya mise in dubbio che gli elementi conflittuali dei diversi personaggi Nintendo si sarebbero potuti inserire in una "formula coerente" di successo come accaduto con la serie di Super Smash Bros., la discussione sul gioco fu messa in attesa e fu ripresa soltanto un anno dopo. Kamya decise così di fare ricorso al tema giapponese dell'henshin, ovvero le abilità di un personaggio di modificare il proprio corpo, concentrandosi su un gruppo di cinque supereroi che si potevano unire per trasformarsi in diverse armi; successivamente l'idea passò da cinque a cento supereroi e lo stile passò da quello giapponese all'atmosfera da fumetto americano. Sebbene gli sviluppatori si erano concentrati per la versione del gioco per Wii, quando Platinum Games e Nintendo conclusero il loro accordo il gioco divenne un'esclusiva per Wii U. Siccome gli sviluppatori volevano fare un uso efficace delle caratteristiche uniche della console, essi scelsero il disegno sul Wii U GamePad come modo per attivare le Morfo Unioni.

## Colonna sonora
Tutte le musiche del gioco sono state scritte da Hiroshi Yamaguchi, Akira Takizawa, Hitomi Kurokawa, Norihiko Hibino, Masato Kouda, e Rei Kondoh ed eseguite da un'orchestra. Le canzoni presenti sono due, The Won-Stoppable Wonderful 100 e The Won-Stoppable Wonderful 101 sono cantate da Foresta nella versione giapponese e da Jimmy Wilcox, Rob McElroy e Bruce Blanchard in quella inglese. La colonna sonora ufficiale del gioco è stata distribuita in due volumi il 15 settembre 2014.

## Accoglienza
| Rivista o Sito                | Punteggio |
| ----------------------------- | --------- |
| Spazio Games                  | 8.0/10    |
| Multiplayer.it                | 8.5/10    |
| IGN                           | 9.5/10    |
| EuroGamer                     | 8/10      |
| Game Informer                 | 8.25/10   |
| Edge                          | 6/10      |
| Famitsū                       | 39/40     |
| NintendoLife                  | 9/10      |
| VideoGamer.com                | 8/10      |
| Voti basati su più recensioni |           |
| GameRankings                  | 78.02%    |
| Metacritic                    | 80/100    |

The Wonderful 101 ha ricevuto dalla critica delle recensioni generalmente positive. Su GameRankings ha ottenuto un punteggio totale del 78,02% mentre su Metacritic ha raggiunto un punteggio di 78/100. Il gioco ha ricevuto alcuni commenti dai critici riguardanti una certa difficoltà di apprendimento delle meccaniche di gioco mentre altri, come Michael Nelson, l'hanno elogiato poiché richiede al giocatore una grande dose di abilità.
Molti critici hanno apprezzato la ridicola assurdità della storia, dei personaggi e dello humor mentre hanno trovato le poche battute sessuali fuori luogo in un gioco classificato per bambini. La lunghezza e il ritmo di The Wonderful 101 sono sembrati un po' prolissi per alcuni critici, a causa della ripetitività degli scontri con nemici e boss, mentre altri hanno invece pensato che fossero perfetti grazie anche alla distribuzione uniforme di nuove mosse e potenziamenti.
Creare le armi disegnandole sul touchscreen ha ottenuto recensioni contrastanti. Alcuni critici hanno trovato che il GamePad lavori bene con linee dritte o circolari (come per la spada e il pugno) ma che talvolta interpreta in modo sbagliato i disegni dalle forme più complesse. Altri ancora hanno pensato che il disegno di forme semplici fosse più affidabile utilizzando lo stick analogico destro o che semplicemente si trattava di una questione pratica. La telecamera è stata invece criticata per essere o troppo lontana per tenere traccia di tutti i personaggi durante le battaglie o troppo vicina per poter vedere eventuali nemici fuori dall'inquadratura.
Quasi tutti i critici sono stati soddisfatti dell'uso creativo del secondo schermo del GamePad, sebbene alcuni hanno pensato che l'esplorazione all'interno degli edifici usando il giroscopio risulti un po' scomoda.
I critici hanno lodato la grafica cartoon di The Wonderful 101 così come gli effetti appariscenti nelle battaglie ma hanno ritenuto anche che il livello dei poligoni fosse troppo basso se la telecamera è ravvicinata. Le tattiche di gioco e i boss giganteschi sono stati altresì ben accolti.